# Gizy
Gizy ist eine französische Gemeinde mit 634 Einwohnern (Stand 1. Januar 2022) im Département Aisne in der Region Hauts-de-France (vor 2016 Picardie). Sie gehört zum Arrondissement Laon, zum Kanton Villeneuve-sur-Aisne und zum Gemeindeverband Champagne Picarde.

## Geografie
Die Gemeinde Gizy liegt am Flüsschen Buze, 13 Kilometer ostnordöstlich von Laon. Nachbargemeinden von Gizy sind Missy-lès-Pierrepont im Norden, Liesse-Notre-Dame im Osten, Marchais im Südosten, Samoussy im Süden und Südwesten, Monceau-le-Waast im Westen sowie Grandlup-et-Fay im Nordwesten.

## Bevölkerungsentwicklung
| Jahr                       | 1962 | 1968 | 1975 | 1982 | 1990 | 1999 | 2011 | 2021 |
| Einwohner                  | 527  | 516  | 519  | 695  | 652  | 662  | 681  | 644  |
| Quellen: Cassini und INSEE |      |      |      |      |      |      |      |      |

## Sehenswürdigkeiten

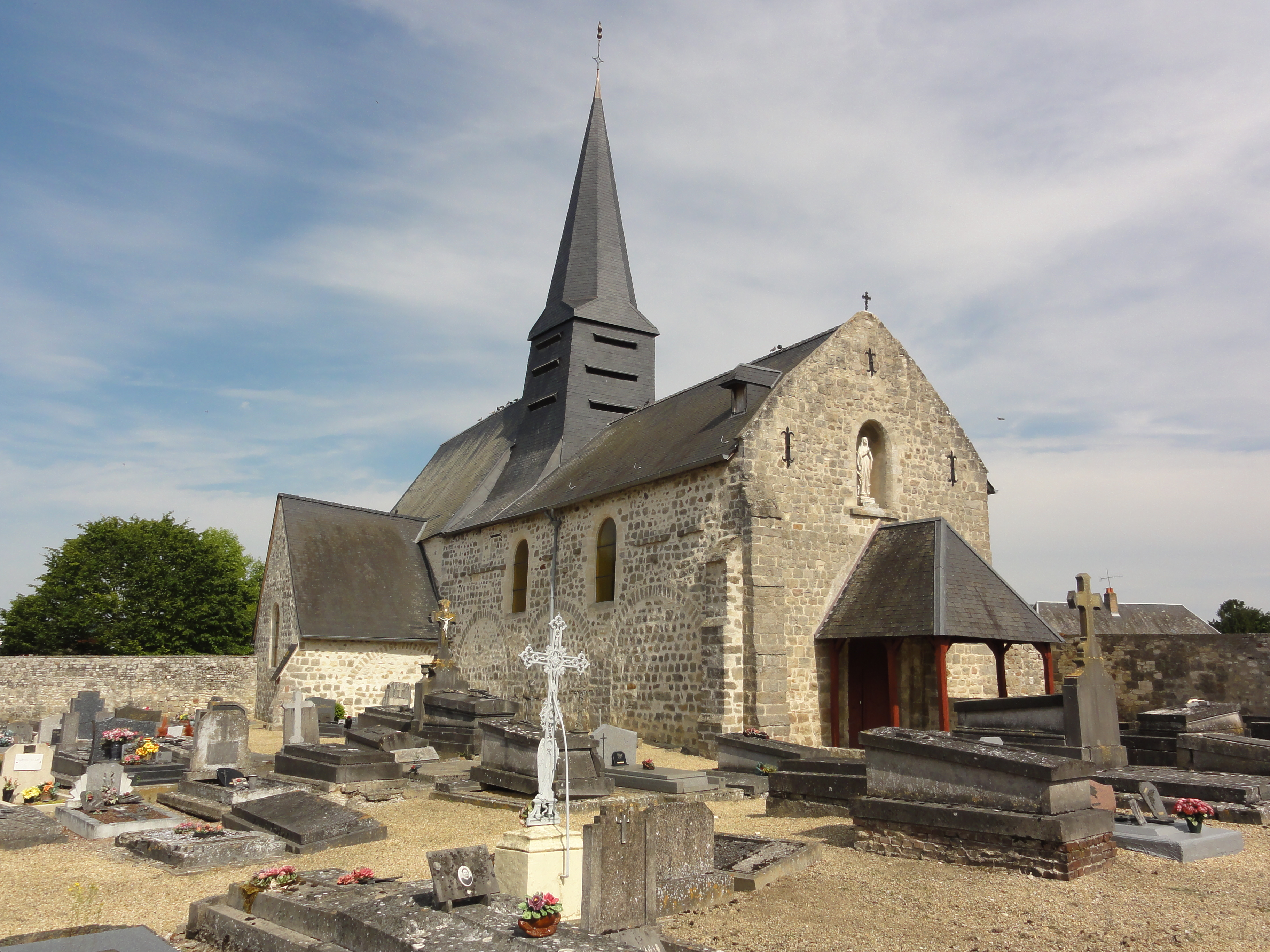
Kirche Saint-Rémi
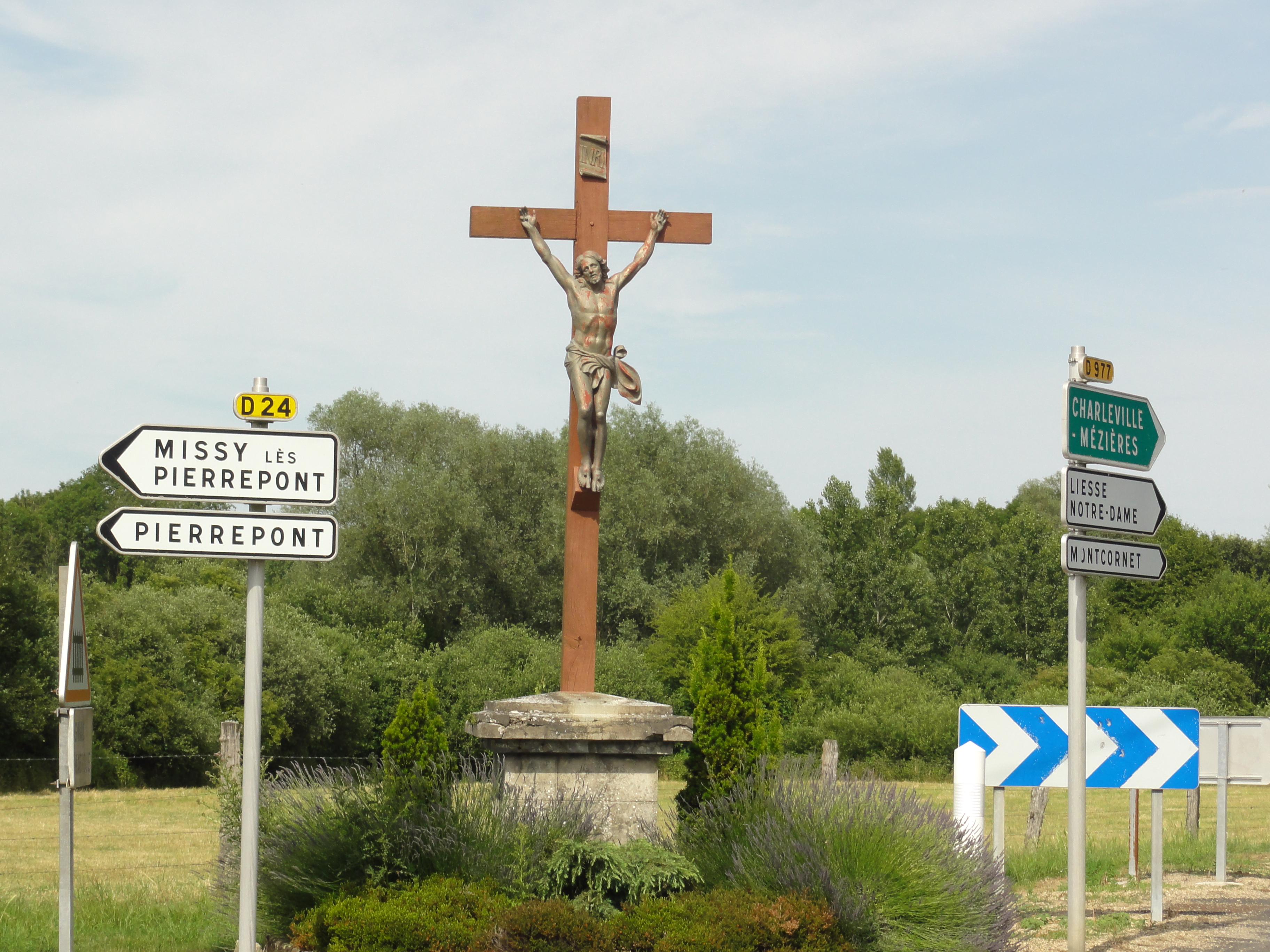
Wasserturm

- Kirche Saint-Rémi
- Wegkreuz